# 김달진문학상
김달진문학상(金達鎭文學賞)은 시인이자 한학자인 월하(月下) 김달진(1907~1989)을 기리기 위해 1990년 제정되어 현재까지 시행되는 대한민국의 문학상이다. 이 상은 김달진의 문학정신을 기려, 비정상적이고 과도하게 물질적 가치에만 집중함으로써 위축된 정신 가치를 회복하려는 취지에서 제정되었으며, 시 창작 및 평론을 통하여 인간에게 고유한 정신과 얼에 대한 믿음에 바탕을 둔 정신주의를 성공적으로 구현한 시인 및 평론가에게 주어진다. 처음에는 시 부문만 시상하다가 1998년 제9회부터 평론 부문이 추가되었다. 상금은 각 2,000만 원이다.
매년 3월에 4명의 추천위원이 시와 평론 부문에서 문단 경력 10년이 넘은 문인들을 대상으로 2명씩 추천하고, 심사위원들이 합동 심사회를 열어 8명의 해당 작품에 대한 토론을 거쳐 수상자를 결정한다. 수상자의 문학 세계를 조명한 특집을 계간 《서정시학》에 게재하기도 한다.

## 김달진문학제
- 1996년부터 김달진문학제전위원회를 구성하여 진해시와 마산.창원 불교연합회, 진해 사암연합회 후원으로 제1회 김달진문학제를 매년 10월18일부터 20일까지 진해 시민회관과 문화의 거리 등에서 개최하고 있으며 2005년에는 김달진의 생가가 있는 웅동 소사리에 '김달진문학관'을 개관하였다.[1][2]

### 부대행사
- 김달진문학상 시상식
- 동화구연대회 : 유치원생과 초등학생을 대상으로 2007년부터 개최
- 청소년시낭송대회 : 중·고교생이 대상으로 1999년부터 개최
- 월하전국백일장 : 초등학생부터 일반인까지 아울러 1996년부터 개최 (16일 오전 10시 김달진문학관)
- 김달진문학제 기념문집 '시애(詩愛)' 발간[3]

## 김달진문학상 역대 수상자

### 김달진문학상
- ‘김달진문학상 운영위원회’와 서울신문이 공동 주최

| 수상년(회차)   | 부문 | 수상자 | 수상작품                                                                      |
| -------------- | ---- | ------ | ----------------------------------------------------------------------------- |
| 1990년(제1회)  | 시   | 박태일 | 〈명지 물끝〉 연작                                                            |
| 1991년(제2회)  | 시   | 이준관 | 〈가을 떡갈나무숲〉 외 5편                                                    |
| 1992년(제3회)  | 시   | 김명인 | 〈가을에〉 외 7편                                                             |
| 1993년(제4회)  | 시   | 이하석 | 〈가야산〉 외 5편                                                             |
| 1994년(제5회)  | 시   | 송재학 | 〈감은사에 가다〉 외 5편                                                      |
| 1995년(제6회)  | 시   | 이문재 | 〈타워 크레인〉 외 4편                                                        |
| 1996년(제7회)  | 시   | 송수권 | 〈쪽빛〉 외 6편                                                               |
| 1997년(제8회)  | 시   | 고진하 | 〈즈므마을 1〉 외 5편                                                         |
| 1998년(제9회)  | 시   | 남진우 | 〈타오르는 책〉 외 5편                                                        |
| 1998년(제9회)  | 평론 | 신덕룡 | 〈눈부신, 새살처럼 돋아오는 아픔 : 김지하론〉                                 |
| 1999년(제10회) | 시   | 최정례 | 〈3분 자동 세차장에서〉 외 4편                                                |
| 1999년(제10회) | 평론 | 이숭원 | 〈서정시의 위력과 광휘〉                                                      |
| 2000년(제11회) | 시   | 문인수 | 〈채와 북 사이, 동백 진다〉                                                   |
| 2000년(제11회) | 평론 | 전정구 | 〈물질주의 예술관의 확산과 미래의 시문학 운동〉                               |
| 2001년(제12회) | 시   | 나희덕 | 〈엘리베이터〉 외 4편                                                         |
| 2001년(제12회) | 평론 | 고형진 | 〈회화적 상상력의 확산과 동양시학의 계승〉                                    |
| 2002년(제13회) | 시   | 이정록 | 〈무덤에서 무를 꺼내다〉 외 4편                                               |
| 2002년(제13회) | 평론 | 유성호 | 〈경이와 불안에서 우울과 공포로―도시의 시〉                                   |
| 2003년(제14회) | 시   | 박정대 | 〈마두금 켜는 밤〉 외 4편                                                     |
| 2003년(제14회) | 평론 | 이혜원 | 〈생명을 희구하는 바리데기의 노래―강은교론〉                                  |
| 2004년(제15회) | 시   | 장옥관 | 〈가오리 날아오르다〉 외 5편                                                  |
| 2004년(제15회) | 평론 | 김용희 | 〈피의 서사, 야수의 몸, 그 저주를 넘어서 ―한국 현대문학에서 남성성에 대하여〉 |
| 2005년(제16회) | 시   | 조용미 | 〈검은 담집〉 외 7편                                                          |
| 2005년(제16회) | 평론 | 강웅식 | 〈'한'의 폭력에서 '흰그늘'의 생성으로〉                                       |
| 2006년(제17회) | 시   | 조정권 | 《떠도는 몸들》                                                               |
| 2006년(제17회) | 평론 | 문흥술 | 《형식의 운명, 운명의 형식》                                                  |
| 2007년(제18회) | 시   | 엄원태 | 《물방울 무덤》                                                               |
| 2007년(제18회) | 평론 | 방민호 | 《감각과 언어의 크레바스》                                                    |
| 2008년(제19회) | 시   | 신대철 | 《바이칼 키스》                                                               |
| 2008년(제19회) | 평론 | 김종회 | 《디아스포라를 넘어서》                                                       |
| 2009년(제20회) | 시   | 황동규 | 《겨울밤 0시 5분》                                                            |
| 2009년(제20회) | 평론 | 최유찬 | 《문학과 게임의 상상력》                                                      |
| 2010년(제21회) | 시   | 홍신선 | 《우연을 점 찍다》ISBN 9788932019598                                          |
| 2010년(제21회) | 평론 | 홍용희 | 《현대시의 정신과 감각》ISBN 9788960211179                                    |
| 2011년(제22회) | 시   | 오세영 | 《밤하늘 바둑판》ISBN 9788994824130                                           |
| 2011년(제22회) | 평론 | 최현식 | 《시는 매일매일》                                                             |
| 2012년(제23회) | 시   | 장석남 | 《고요는 도망가지 말아라》                                                    |
| 2012년(제23회) | 평론 | 이경수 | 《춤추는 그림자》                                                             |
| 2013년(제24회) | 시   | 정일근 | 《방!》                                                                       |
| 2013년(제24회) | 평론 | 오형엽 | 《환상과 실재》                                                               |
| 2014년(제25회) | 시   | 김남조 | 《심장이 아프다》                                                             |
| 2014년(제25회) | 평론 | 김진희 | 《미래의 서정과 감각》                                                        |
| 2015년(제26회) | 시   | 정현종 | 《그림자에 불타다》                                                           |
| 2015년(제26회) | 평론 | 김재홍 | 《생명, 사랑, 평등의 시학 탐구》                                              |
| 2016년(제27회) | 시   | 유안진 | 《쑥맥노트》                                                                  |
| 2016년(제27회) | 평론 | 이광호 | 《시선의 문학사》                                                             |
| 2017년(제28회) | 시   | 이건청 | 《곡마단 뒷마당엔 말이 한 마리 있었네》                                       |
| 2017년(제28회) | 평론 | 장경렬 | 《꽃잎과 나비, 그 경계에서》                                                  |

### 김달진 창원문학상
- 주관 : (사)시사랑문화인협의회 창원시김달진문학관
- 후원 : 창원시
- 월하 지역문학상과 창원문학상을 통합하여 문학상 이름 변경
- 구체적인 지역가치의 실천과 전망을 제시해주는 문학을 격려하기 위해 제정했으며 최근 1년 동안 시집을 펴낸 경남 출신 또는 경남에 거주하는 문인을 대상으로 한다.

| 회   | 연도   | 김달진 창원문학상                        | 김달진 창원문학상                        |
| 회   | 연도   | 월하 지역문학상                          | 김달진 창원문학상                        |
| ---- | ------ | ---------------------------------------- | ---------------------------------------- |
| 1회  | 2005년 | 김륭                                     |                                          |
| 2회  | 2006년 | 노춘기                                   |                                          |
| 3회  | 2007년 | 이서린                                   |                                          |
| 4회  | 2008년 | 성선경                                   | 이월춘                                   |
| 5회  | 2009년 | 이우걸                                   | 정일근                                   |
| 6회  | 2010년 | 김연동                                   | 박형권                                   |
| 7회  | 2011년 | 김이듬,‘말할 수 없는 애인                | 김이듬,‘말할 수 없는 애인                |
| 8회  | 2012년 | 김일태, '코뿔소가 사는 집'(시학사, 2012) | 김일태, '코뿔소가 사는 집'(시학사, 2012) |
| 9회  | 2013년 | 서일옥                                   | 서일옥                                   |
| 10회 | 2014년 | 우무석, '10월의 구름들'                  | 우무석, '10월의 구름들'                  |
| 11회 | 2015년 | 김복근, '새들의 생존법칙'                | 김복근, '새들의 생존법칙'                |
| 12회 | 2016년 | 김재근, '무중력 화요일'                  | 김재근, '무중력 화요일'                  |
| 13회 | 2017년 | 배한봉, '주남지의 새들(천년의시작)'      | 배한봉, '주남지의 새들(천년의시작)'      |

### 김달진문학상 젊은 시인상
- 10년 미만의 젊은 시인의 지난 1년간 발행한 시집과 평론집을 대상으로 한다.

|               | 수상자 | 작품                                   |
| ------------- | ------ | -------------------------------------- |
| 2007년(제1회) | 김참   |                                        |
| 2008년(제2회) | 문성해 |                                        |
| 2009년(제3회) | 장만호 | ‘무서운 속도’ISBN 9788925520643        |
| 2010년(제4회) | 진은영 | ‘우리는 매일 매일' ISBN 9788932018829  |
| 2011년(제5회) | 손택수 |                                        |
| 2012년(제6회) | 길상호 | ‘눈의 심장을 받았네’ISBN 9788939221871 |
| 2013년(제7회) | 이현승 |                                        |

### 김달진문학상 젊은 평론가상
- 10년 미만의 평론가의 지난 1년간 발행한 시집과 평론집을 대상으로 한다.

|               | 수상자 | 작품                                               |
| ------------- | ------ | -------------------------------------------------- |
| 2007년(제1회) | 박수연 |                                                    |
| 2008년(제2회) | 이경수 |                                                    |
| 2009년(제3회) | 조강석 | ‘아포리아의 별자리들’ISBN 9788994824246            |
| 2010년(제4회) | 함돈균 | ‘얼굴 없는 노래' ISBN 9788932019444                |
| 2011년(제5회) | 전도현 |                                                    |
| 2012년(제6회) | 김문주 | ‘수런거리는 시, 분기하는 비평들' ISBN 978994824246 |
| 2012년(제7회) | 이찬   | 헤르메스의 문장들(서정시학, 2012)                  |
| 2014년(제8회) | 고인환 | 정공법의 문학                                      |

### 창원KC 국제시문학상
|               | 수상자                | 작품                               |
| ------------- | --------------------- | ---------------------------------- |
| 2010년(제1회) | 베이다오(北島·61)     | ISBN 9788994824352                 |
| 2011년(제2회) | 클로드 뮤샤르(프랑스) | ‘보편성’(프랑스 시전문지 <포에지>) |
| 2012년(제3회) | 트레이시 K 스미스     |                                    |
| 2013년(제4회) | 왕지시엔              |                                    |
| 2014년(제5회) | 아사가와 아키(일본)   | 사과 인간                          |
| 2016년(제7회) | 몰찬 오양수흐(몽골)   |                                    |
| 2017년(제8회) | 크리스토퍼 메릴(미국) |                                    |

### 진해 김달진문학제 특별상
- 2008년 제1회 이효재 진해 기적의 도서관 운영위원장